# José María Iraburu
José María Iraburu Larreta (Pamplona, 28 de julho de 1935) é um presbítero diocesano de Pamplona e teólogo espanhol. Manteve uma polêmica teológica com o atual secretário da Congregação para a Doutrina da Fé, Luis Ladaria Ferrer, sobre a transmissão do pecado original.

## Biografia
Estudou na Universidade Pontifícia de Salamanca, depois em 1972 se doutorou em Roma. Foi ordenado presbítero em Pamplona, o 23 de junho de 1963.
Seus primeiros ministérios pastorais foram em Talca, Chile (entre 1964-1969).
Foi professor de Teologia Espiritual na Faculdade de Teologia do Norte da Espanha, Burgos, entre 1973 e 2003, atividade que alternava com a pregação de retiros e exercícios na Espanha e na América Latina, especialmente no Chile, México e Argentina. A pedido do cardeal Marcelo González Martín, junto com o padre José Rivera, falecido em 1991, e cujo processo de beatificação está em andamento, iniciou o Seminário Santo Leocádia para vocações de adultos em Toledo (1983-1986).
Junto com esse companheiro no presbitério, ele escreveu a Espiritualidade Católica, uma síntese atual da espiritualidade Católica. E em 1988 ele também fundou a Fundación Gratis Date, além de ser co-fundador com o sacerdote Carmen Bellido e dos casais Jaurrieta-Galdiano e Iraburu-Allegue. Colabora com a Rádio María desde 2004 com os programas "Liturgia de la semana", "Dame de beber", "Luz y tinieblas" y "Tiempo de Espiritualidad", trabalho que combina com o blog Reforma ou apostasía .
Atualmente, suas ocupações na Arquidiocese de Pamplona são as de delegado do Apostolado Secular associado: como conciliário da Adoración Nocturna Española, delegado diocesano dos Congressos Eucarísticos internacionais e capelão de Escravos Religiosos de Cristo Rei ( Burlada ).

## Obra
Possui um extenso catálogo de obras religiosas que vão da história à espiritualidade, com o eixo comum da teologia católica. Isso o levou a ter grandes admiradores por sua defesa da ortodoxia cristã e pela denúncia da revitalização das antigas heresias da Igreja Católica. Como ter igualmente grandes detratores que vêem nele um padre conservador.
- Iraburu, José María (2006). Las misiones católicas. [S.l.]: Pamplona :Fundación Gratis Date. ISBN 84-87903-74-6
- José Rivera; José María Iraburu (2003). Síntesis de espiritualidad católica. [S.l.]: Edibesa,. ISBN 84-8407-350-5
- Iraburu, José María (2003). Hechos de los apóstoles de América (em espanhol) 3ª ed. Pamplona: Fundación Gratis Date. p. 558. ISBN 84-87903-36-3. Cópia arquivada em 15 de outubro de 2014
- José María Iraburu (2006). Maravillas de Jesús: carmelita descalza santa. [S.l.]: Pamplona :Fundación Gratis Date. ISBN 84-87903-59-2
- José María Iraburu (2003). El martirio de Cristo y de los cristianos. [S.l.]: Edibesa. ISBN 84-87903-61-4
- José María Iraburu (2003). El matrimonio en Cristo. [S.l.]: Edibesa. ISBN 84-8407-380-7
- José María Iraburu (2001). Oraciones de la Iglesia en tiempos de aflicción. [S.l.]: Pamplona : Fundación Gratis Date. ISBN 84-87903-45-2
- Jean Pierre Caussade; José María Iraburu, Beatriz Aguerrea (2000). El abandono en la Divina Providencia. [S.l.]: Pamplona : Fundación Gratis Date. ISBN 84-87903-39-8
- Paul Allard; José María Iraburu (2000). Diez lecciones sobre el martirio. [S.l.]: Pamplona : Fundación Gratis Date. ISBN 84-87903-44-4
- José María Iraburu (2000). Elogio del pudor. [S.l.]: Pamplona : Fundación Gratis Date. ISBN 84-87903-42-8
- José María Iraburu (1999). Por obra del Espíritu Santo. [S.l.]: Pamplona : Fundación Gratis Date. ISBN 84-87903-38-X
- José María Iraburu (1999). La adoración eucarística nocturna: a los 150 años de la fundación de la Adoración Nocturna (París 1848) y a los 100 años de su inicio en Navarra (Los Arcos 1899). [S.l.]: Pamplona : Fundación Gratis Date. ISBN 84-87903-35-5
- José María Iraburu (1998). Evangelio y utopía. [S.l.]: Pamplona : Fundación Gratis Date. ISBN 84-87903-28-2
- Charles Sylvain; José María Iraburu (1998). Hermann Cohen, apóstol de la eucarístia (1820-1871): vida del fundador de la Adoración Nocturna. [S.l.]: Pamplona : Fundación Gratis Date. ISBN 84-87903-30-4
- José María Iraburu (1997). Causas de la escasez de vocaciones. [S.l.]: Pamplona : Fundación Gratis Date. ISBN 84-87903-24-X
- José María Iraburu (1997). De Cristo o del mundo. [S.l.]: Pamplona : Fundación Gratis Date. ISBN 84-87903-26-6
- José María Iraburu (1996). El matrimonio en Cristo. [S.l.]: Pamplona : Fundación Gratis Date. ISBN 84-87903-22-3
- José María Iraburu (1996). Caminos laicales de perfección. [S.l.]: Pamplona : Fundación Gratis Date. ISBN 84-87903-23-1
- José María Iraburu (1995). Síntesis de la Eucaristía. [S.l.]: Pamplona : Fundación Gratis Date. ISBN 84-87903-21-5
- José María Iraburu (1995). Síntesis de la Eucaristía. [S.l.]: Pamplona : Adoración Nocturna Española-Pamplona, D.L. ISBN 84-605-3901-6
- José María Iraburu (1994). Sacralidad y secularización. [S.l.]: Pamplona : Fundación Gratis Date. ISBN 84-87903-13-4
- José María Iraburu (1994). Lecturas y libros cristianos. [S.l.]: Pamplona : Fundación Gratis Date. ISBN 84-87903-14-2
- José María Iraburu (1990). Síntesis del matrimonio católico. [S.l.]: Pamplona : Fundación Gratis Date. ISBN 84-404-8062-8
- José María Iraburu (1989). El matrimonio católico. [S.l.]: Pamplona : Fundación Gratis Date. ISBN 84-404-5563-1
- José María Iraburu (1988). Teología espiritual: (para uso de los alumnos). [S.l.]: Burgos : Aldecoa, D.L. ISBN 84-7009-291-X
- José Rivera; José María Iraburu (1988). Síntesis de espiritualidad católica. [S.l.]: Pamplona : Fundación Gratis Date. ISBN 84-404-2596-1
- José Rivera; Marcelo González Martín, José María Iraburu (1982). Espiritualidad católica. [S.l.]: Madrid : Centro de Estudios de Teología Espiritual. ISBN 84-86103-03-7
- José María Iraburu (1978). La oración cristiana. [S.l.]: Madrid : Edica, D.L. ISBN 84-220-0868-8
- José Rivera; José María Iraburu (1978). La sagrada liturgía. [S.l.]: Burgos : Aldecoa, D. L. ISBN 84-7009-057-7
- José Rivera (1977). Libertad y gracia. [S.l.]: Burgos : Aldecoa, D.L. ISBN 84-7009-040-2